# Pleurodema bibroni
The Four-eyed Frog (Pleurodema bibroni) là một loài ếch thuộc họ Leptodactylidae.
Loài này có ở Brasil, Chile, Uruguay, và có thể cả Argentina.
Môi trường sống tự nhiên của chúng là xavan ẩm, đồng cỏ khô nhiệt đới hoặc cận nhiệt đới vùng đất thấp, đầm nước ngọt có nước theo mùa, và vùng nhiều đá.
Chúng hiện đang bị đe dọa vì mất môi trường sống.